# 薇薇恩·哈登
薇薇恩·哈登（英語：Vivien Haddon，1945年8月14日—），新西兰女子游泳运动员。她曾代表新西兰参加1962年和1966年大英帝国和英联邦运动会游泳比赛，获得一枚银牌和二枚铜牌。